# 5478 Wartburg
Az 5478 Wartburg (ideiglenes jelöléssel 1989 UE4) a Naprendszer kisbolygóövében található aszteroida. Freimut Börngen fedezte fel 1989. október 23-án.